# Eugène-Melchior Péligot

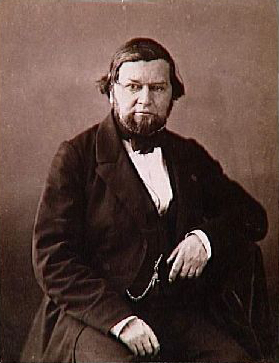
Eugène-Melchior Péligot

Eugène-Melchior Péligot (* 24. Februar 1811 in Paris; † 15. April 1890 in Paris) war französischer Chemiker, der 1841 erstmals reines Uran isolierte.
Péligot wies nach, dass das 1789 von Martin Heinrich Klaproth isolierte, für Uran gehaltene schwarze Pulver tatsächlich Uran(IV)-oxid (UO2) war. Die Darstellung des Elementes Uran gelang ihm durch Reduktion von Uran(IV)-chlorid (UCl4) mittels Kalium. 
Péligot war Professor für Analytische Chemie am Institut national agronomique in Paris. Gemeinsam mit Jean-Baptiste Dumas führte er den Namen alcool méthylique (Methanol) ein, als sie bei Experimenten mit diesem Stoff den Methylrest entdeckten. Sie stellten als Erste Äther (Diethylether) und vielerlei Ester dar. Im Jahre 1838 gelang ihnen die Umwandlung von Campher in p-Cymol mit Hilfe von Phosphorpentoxid.
Am 15. März 1852 wurde er Mitglied der Académie des sciences.